# Osiedle patronackie

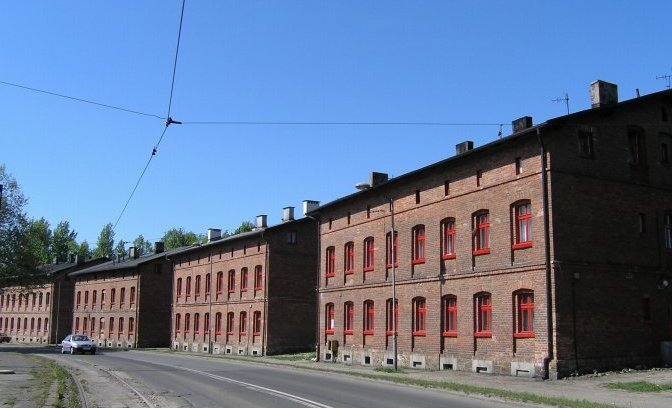
Przeprowadzka do prostych, zazwyczaj dwuizbowych mieszkań ze wspólną toaletą na klatce schodowej stanowiła dla XIX-wiecznych robotników znaczną poprawę warunków bytowych

Osiedle patronackie (zależnie od kontekstu także osiedle robotnicze, miasto fabryczne, kolonia fabryczna, robotnicza itd.) – miejscowość lub jej część, powstała jako zaplecze wielkiego zakładu przemysłowego. Zazwyczaj obejmuje sam zakład, często związany z przemysłem ciężkim i lekkim, jak również domy mieszkalne robotników i pracowników niższego szczebla, a także inne budynki użyteczności publicznej, jak kościoły, przychodnie czy sklepy.
Najwcześniejsze miejscowości tego typu zakładano w Wielkiej Brytanii w XVIII wieku. Najlepiej znane z nich to szkockie New Lanark nad rzeką Clyde (założone w 1786), Saltaire w Yorkshire (1853) i włoskie Crespi d’Adda w rejonie Bergamo (1878). Największe zagęszczenie podobnych osiedli występuje w Katalonii, w dolinie rzek Llobregat i Ter, gdzie w XIX wieku powstało przeszło sto takich osiedli, głównie związanych z przemysłem tekstylnym. Znaczące skupisko podobnych osiedli powstało także wokół Essen w Zagłębiu Ruhry, związane początkowo z koncernem Kruppa. Znaczne zagęszczenie podobnych osiedli występowało także na Górnym Śląsku (m.in. Nikiszowiec w Katowicach, Kolonia Emma w Radlinie) oraz w Zagłębiu (m.in. w Będzinie, Czeladzi, Dąbrowie Górniczej, Sosnowcu i Zawierciu), gdzie podobne osiedla patronackie powstawały zazwyczaj wokół kopalni węgla kamiennego, hut lub innych zakładów. Niektóre osiedla powstawały jako skupiska prostych, ceglanych domów mieszkalnych, inne – inspirowane projektami Ebenezera Howarda – budowano jako tzw. miasta ogrody. W Polsce najlepiej znane i zachowane tego typu założenia to Żyrardów, katowicki Giszowiec i osiedle Saturn w Czeladzi.

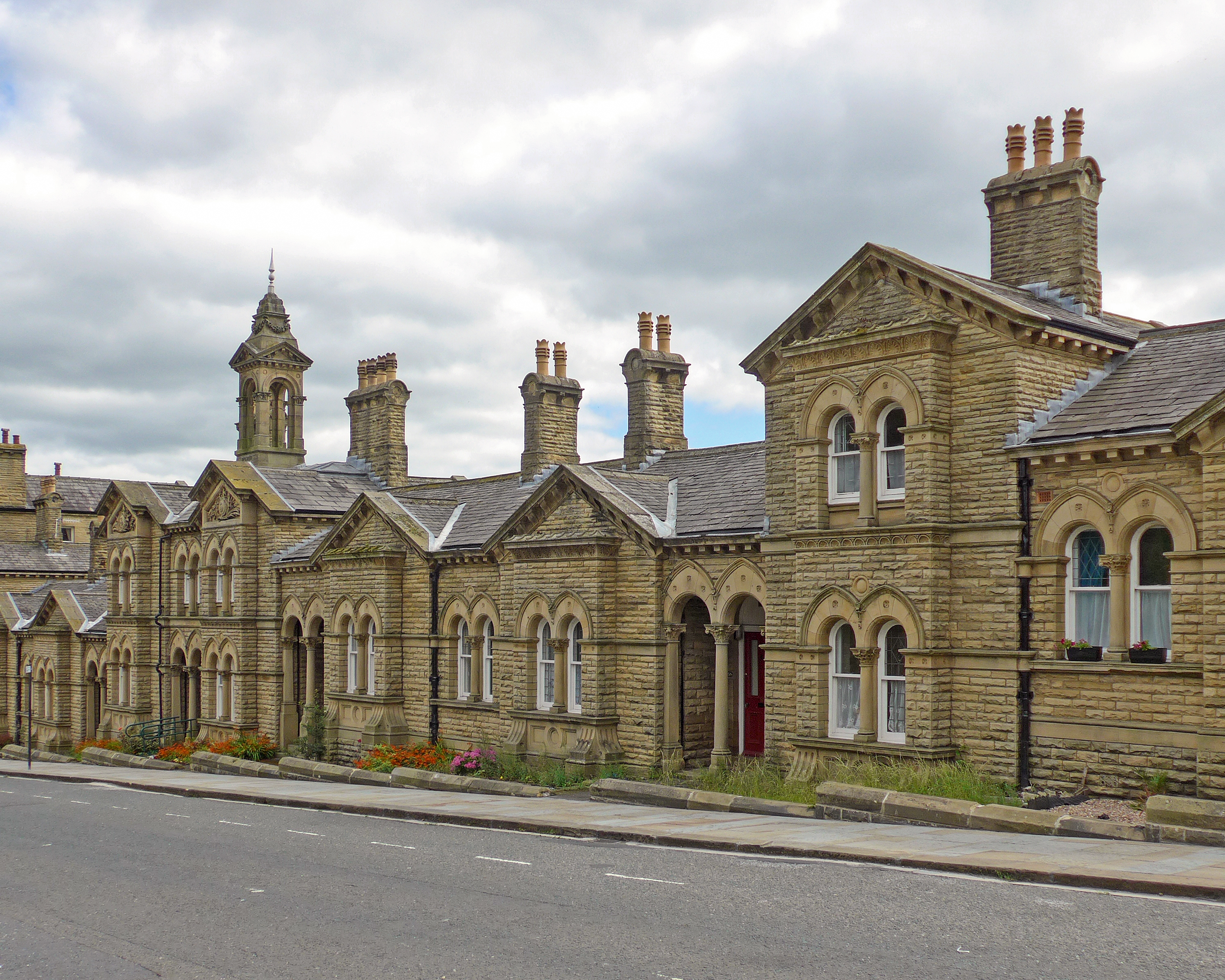
Wiktoriańskie Saltaire stanowiło model dla tysięcy podobnych osiedli patronackich w całej Europie

Począwszy od pierwszych osiedli patronackich zakładanych przez Roberta Owena, właścicielom fabryk często przyświecały zasady „dobrotliwego paternalizmu”, w którym fabrykant dba o swoich pracowników, ale też w znacznym stopniu kieruje ich życiem. Założycielom pierwszych osiedli robotniczych przyświecała myśl o stworzeniu z robotników nowego, idealnego społeczeństwa poprzez poprawę ich warunków bytowych. W wielu wypadkach jednak decyzja o budowie osiedli robotniczych wynikała z pobudek czysto ekonomicznych: ceny wynajmu izb w okolicy wielkich zakładów przemysłowych rosły lawinowo, co groziło ich właścicielom kłopotami z zapewnieniem fabrykom odpowiedniej ilości siły roboczej. Jeszcze inna motywacja przyświecała takim przemysłowcom, jak George Peabody czy Emile-Juste Menier, którzy z pobudek filantropijnych tworzyli osiedla tanich mieszkań na wynajem dla niższych warstw społeczeństwa.
Mimo popularności projektów osiedli patronackich, do I wojny światowej tylko niewielka część robotników mieszkała w domach wybudowanych przez pracodawców, większość tłoczyła się w wynajmowanych, ciasnych pomieszczeniach bez żadnych udogodnień.
Ze względu na znaczenie dla kultury europejskiej podobnych kompleksów mieszkalno-przemysłowych, a także ich wyjątkową architekturę, wiele spośród zachowanych przykładów osiedli robotniczych zyskało współcześnie status zabytkowy. Przykładowo zaprojektowany przez Brunona Renarda dla Henry’ego de Gorge’a kompleks Le Grand Hornu w pobliżu Mons znajduje się na liście światowego dziedzictwa UNESCO. Podobnie wyróżnione są także modelowa wieś Saltaire i New Lanark. Polskie Nikiszowiec i Giszowiec wpisane są jako całość do rejestru zabytków, podobnie wiele mniejszych założeń urbanistycznych, jak choćby kompleks fabryki Briggsów w Markach koło Warszawy czy Kolonia Fabryczna w Boruszowicach.
Termin „Osiedle robotnicze” funkcjonuje w Polsce także jako nazwa własna szeregu miejscowości, m.in.:
- Osiedle Robotnicze – część wsi Bodzechów
- Osiedle Robotnicze w Krakowie
- Osiedle Robotnicze w Kruszwicy
- Osiedle robotnicze w Poznaniu na Czartorii
- Osiedle robotnicze w Poznaniu na Górczynie
- Osiedle robotnicze w Zawierciu